# Elisabetta Ferracini
Elisabetta Ferracini (Venezia, 3 ottobre 1968) è una conduttrice televisiva italiana.

## Biografia
Figlia primogenita di Mara Venier e del modello e attore Francesco Ferracini, entrambi veneziani, sposatisi per matrimonio riparatore e separatisi appena dopo le nozze. Dall'età di 3 anni cresce a Roma, dove la madre si era affermata come modella, e in seguito attrice e commerciante di abbigliamento. Ha debuttato come attrice nel 1991 nella serie televisiva di Italia 1 Chiara e gli altri, mentre nel 1992 ha recitato nella fiction Italia chiamò. L'esordio come conduttrice è arrivato invece tre anni dopo, nel 1994, quando ha condotto al fianco di Pippo Baudo il programma del sabato sera di Rai 1 Tutti a casa e Sanremo Giovani.
È diventata nello stesso tempo volto della TV dei ragazzi della Rai, affiancando Mauro Serio alla conduzione di Solletico, varietà in onda ogni pomeriggio su Rai 1 di cui ha condotto tre edizioni consecutive, dal 1994 al 1997 e con la quale ha ottenuto tre Telegatti nella categoria "Miglior trasmissione per ragazzi" dal 1995 al 1997. Nello stesso periodo è stata testimonial pubblicitaria dei prodotti di Sailor Moon distribuiti da Giochi Preziosi e ha condotto, nel 1995, lo Zecchino d'Oro, al fianco di Cino Tortorella.
Nell'estate 1998 ha presentato lo show musicale Tournée, mentre nella stagione 1998-1999, seguendo le orme della madre, è diventata co-conduttrice di Domenica in. Dal 2000 al 2002 è stata conduttrice su Stream TV dei programmi Il nostro mondo e Terzo Tempo - Champions League. Dall'ottobre del 2004 ha condotto i collegamenti esterni del programma sportivo della domenica di Rai 2 Quelli che il calcio. Nel 2012 ha condotto un programma tutto suo, intitolato Vado a casa di Elisabetta, in onda su Play.me, mentre l'anno successivo è apparsa nuovamente su Rai 1, in un episodio della serie televisiva Un caso di coscienza, per la regia di Luigi Perelli.
Dal 2022 conduce su Rai Isoradio dal lunedì al venerdì dalle 10.00 alle 11.00 il programma In viaggio con Elisabetta, (Premio Microfono d’Oro nel 2025) che affronta avventure e disavventure dall'Italia che viaggia con ospiti e con i racconti dei radioascoltatori.

## Vita privata
Ha avuto una relazione con Carlo Longari, avvocato, dal quale ha avuto il figlio Giulio nel dicembre 2002. Il 23 luglio 2005 si è sposata con il dirigente Rai Pier Francesco Forleo, di cui è rimasta vedova il 9 giugno 2023.

## Filmografia
- Chiara e gli altri – serie TV, 12 episodi (1991)
- Italia chiamò – serie TV, 1 episodio (1992)
- Lei e l'altra, regia di Max Nardari – cortometraggio (2012)
- Un caso di coscienza – serie TV, episodio 5x03 (2013)
- Diversamente, regia di Max Nardari (2021)

## Programmi televisivi
- Tutti a casa (Rai 1, 1994)
- Solletico (Rai 1, 1994-1998)
- Sanremo Giovani (Rai 1, 1994)
- Zecchino d'Oro (Rai 1, 1995, 2021, 2023, 2024)[8]
- Tournée - Musica in movimento (Rai 1, 1998)
- Domenica in (Rai 1, 1998-1999)
- Sanremo Rock & Trend (Rai 1, 2000)
- Il nostro mondo (Stream TV, 2000-2002)
- Terzo Tempo - Champions League (Stream TV, 2000-2002)
- Quelli che il calcio (Rai 2, 2004-2005)
- Vado a casa di Elisabetta (Play.me, 2012)
- Casa Italia (Rai Italia, dal 2023)

## Radio
- In viaggio con Elisabetta (Rai Isoradio, dal 2022)